# Tour des Cigognes (Saint-Hippolyte, Haut-Rhin)

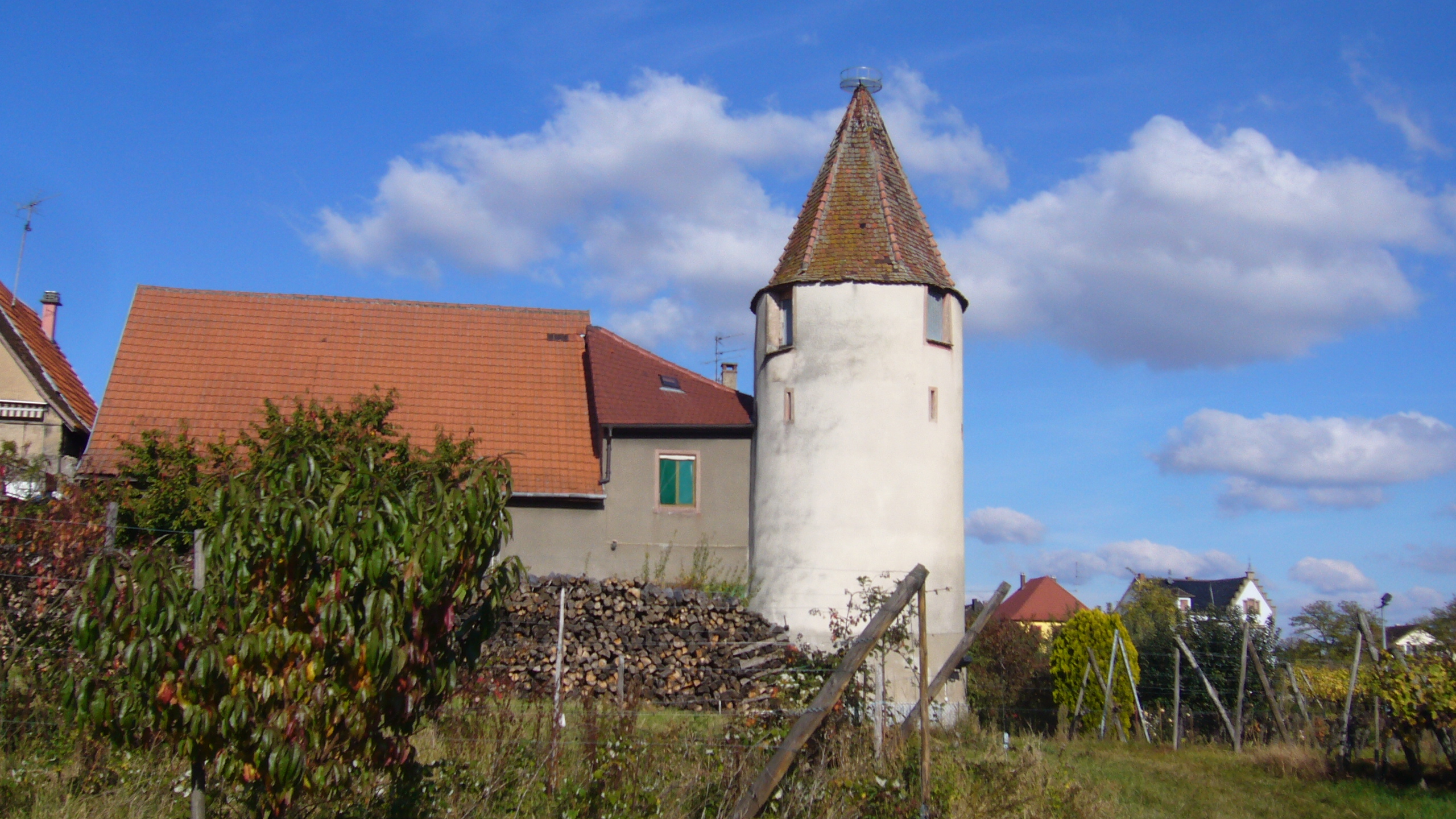
Tour des Cigognes in Saint-Hippolyte

Die Tour des Cigognes (dt. Storchenturm) in Saint-Hippolyte, einer französischen Gemeinde im Département Haut-Rhin in der Region Grand Est (bis 2015 Elsass), wurde um 1316 errichtet. Der Wehrturm wurde im Jahr 1993 als Monument historique in die Liste der denkmalgeschützten Bauwerke (Base Mérimée) in Frankreich aufgenommen.
Der Storchenturm wurde als Teil der mittelalterlichen Ortsbefestigung erbaut. Er steht an der südwestlichen Ecke und ist vollständig erhalten. Auf seinem Zeltdach finden Störche eine Plattform zum Nestbau.
Vier weitere Wehrtürme des Ortes wurde abgerissen. 